# پالاس (راسک)
پالاس روستایی در دهستان راسک و فیروزآباد بخش مرکزی شهرستان راسک استان سیستان و بلوچستان ایران است.

## جمعیت
بر پایه سرشماری عمومی نفوس و مسکن در سال ۱۳۹۵ جمعیت این روستا ۱۷۸ نفر (۴۵خانوار) بوده‌است.